# Onley
Onley és una població dels Estats Units a l'estat de Virgínia. Segons el cens del 2000 tenia 496 habitants.

## Demografia
Segons el cens del 2000, Onley tenia 496 habitants, 223 habitatges, i 144 famílies. La densitat de població era de 233,5 habitants per km².
Dels 223 habitatges en un 23,3% hi vivien nens de menys de 18 anys, en un 48% hi vivien parelles casades, en un 11,2% dones solteres, i en un 35,4% no eren unitats familiars. En el 32,7% dels habitatges hi vivien persones soles el 20,6% de les quals corresponia a persones de 65 anys o més que vivien soles. El nombre mitjà de persones vivint en cada habitatge era de 2,22 i el nombre mitjà de persones que vivien en cada família era de 2,72.
Per edats la població es repartia de la següent manera: un 18,8% tenia menys de 18 anys, un 5% entre 18 i 24, un 24,8% entre 25 i 44, un 25,4% de 45 a 60 i un 26% 65 anys o més.
L'edat mediana era de 46 anys. Per cada 100 dones de 18 o més anys hi havia 78,3 homes.
La renda mediana per habitatge era de 36.750 $ i la renda mediana per família de 42.891 $. Els homes tenien una renda mediana de 28.854 $ mentre que les dones 21.964 $. La renda per capita de la població era de 19.115 $. Entorn del 8,3% de les famílies i el 12,5% de la població estaven per davall del llindar de pobresa.

## Poblacions més properes
El següent diagrama mostra les poblacions més properes.